# Municipio de Grover (Illinois)
El municipio de Grover (en inglés: Grover Township) es un municipio ubicado en el condado de Wayne en el estado estadounidense de Illinois. En el año 2010 tenía una población de 3757 habitantes y una densidad poblacional de 73,74 personas por km².

## Geografía
El municipio de Grover se encuentra ubicado en las coordenadas 38°21′26″N 88°18′35″O / 38.35722, -88.30972. Según la Oficina del Censo de los Estados Unidos, el municipio tiene una superficie total de 50.95 km², de la cual 50,89 km² corresponden a tierra firme y (0,13 %) 0,06 km² es agua.

## Demografía
Según el censo de 2010, había 3757 personas residiendo en el municipio de Grover. La densidad de población era de 73,74 hab./km². De los 3757 habitantes, el municipio de Grover estaba compuesto por el 97,79 % blancos, el 0,24 % eran afroamericanos, el 0,29 % eran amerindios, el 0,61 % eran asiáticos, el 0,35 % eran de otras razas y el 0,72 % eran de una mezcla de razas. Del total de la población el 1,2 % eran hispanos o latinos de cualquier raza.